# Mamertino bianco
Il Mamertino bianco o Mamertino di Milazzo bianco,  è un vino DOC istituito con decreto dello 03/09/2004 pubblicato sulla gazzetta ufficiale dell'11/09/04 n 214 e prodotto con viti coltivate nella provincia di Messina.

## Località di produzione
Le viti sono coltivate nei seguenti comuni: Alì, Alì Terme, Barcellona Pozzo di Gotto, Basicò, Castroreale, Condrò, Falcone, Fiumedinisi, Furnari, Gualtieri Sicaminò, Itala, Librizzi, Mazzarrà Sant'Andrea, Merì, Milazzo, Monforte San Giorgio, Montalbano Elicona, Nizza di Sicilia, Oliveri, Pace del Mela, Patti, Roccalumera, Roccavaldina, Rodì Milici, San Filippo del Mela, 
Santa Lucia del Mela, San Pier Niceto, Scaletta Zanclea, Terme Vigliatore, Torregrotta, Tripi.

## Tipologia di vitigni
- Grillo e Ansonica o Inzolia con un minimo del 25% di uno dei due e un minimo del 10% dell'altro
- Catarratti minimo 45%
- altri vitigni a bacca bianca idonei alla coltivazione nella provincia di Messina, singolarmente o congiuntamente fino ad un massimo del 20%.[1]

## Caratteristiche organolettiche
- colore: giallo paglierino più o meno intenso, talvolta con riflessi verdolini;
- profumo: gradevole, fine, fruttato, caratteristico;
- sapore: secco, equilibrato;